# Moskwicz 2141
Moskwicz 2141 (Aleko) – samochód osobowy produkowany przez radzieckie, później rosyjskie zakłady AZLK / Moskwicz w latach 1986–2001.

## Historia powstania

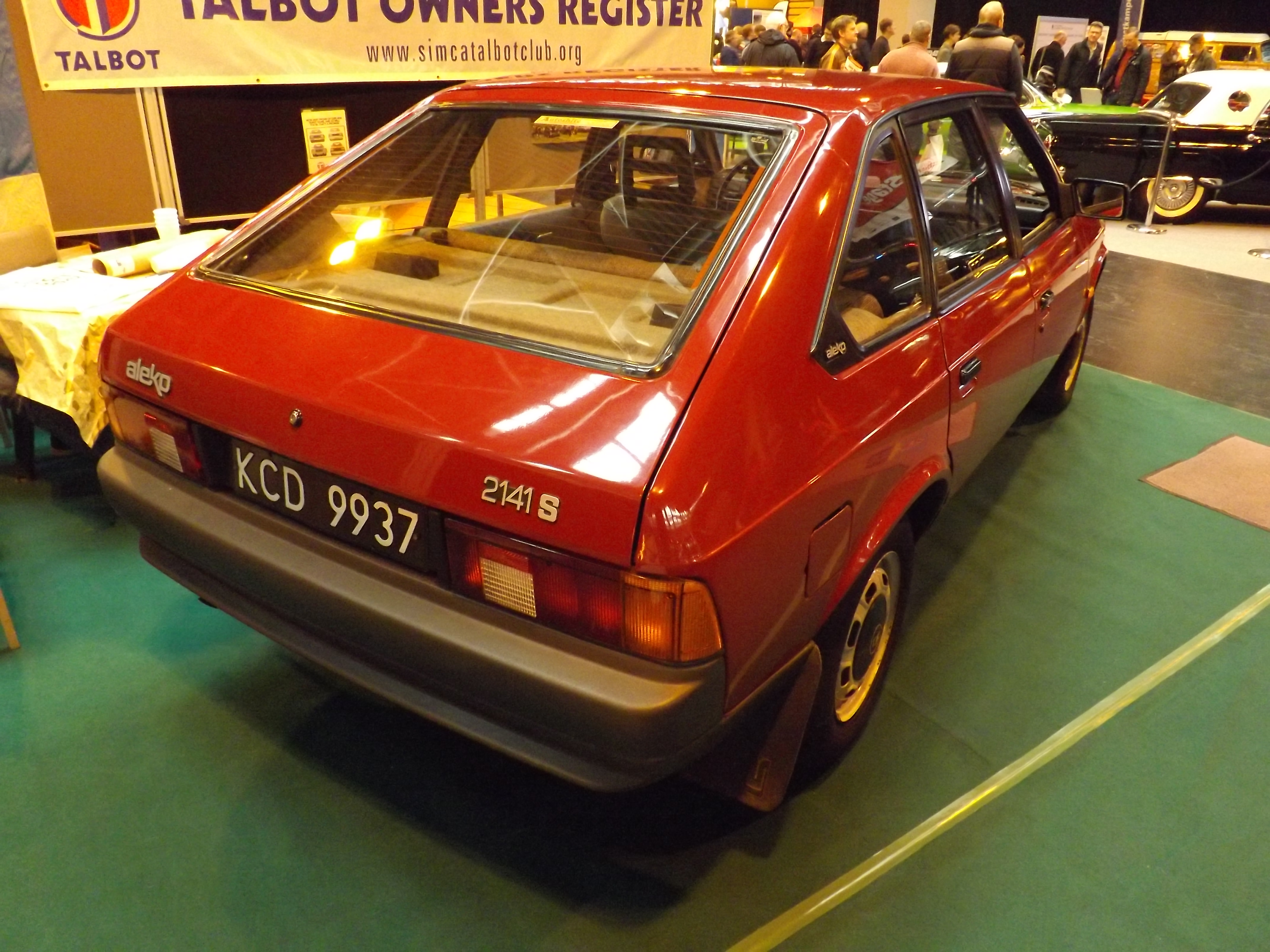
Moskwicz 2141 Aleko – tył pojazdu

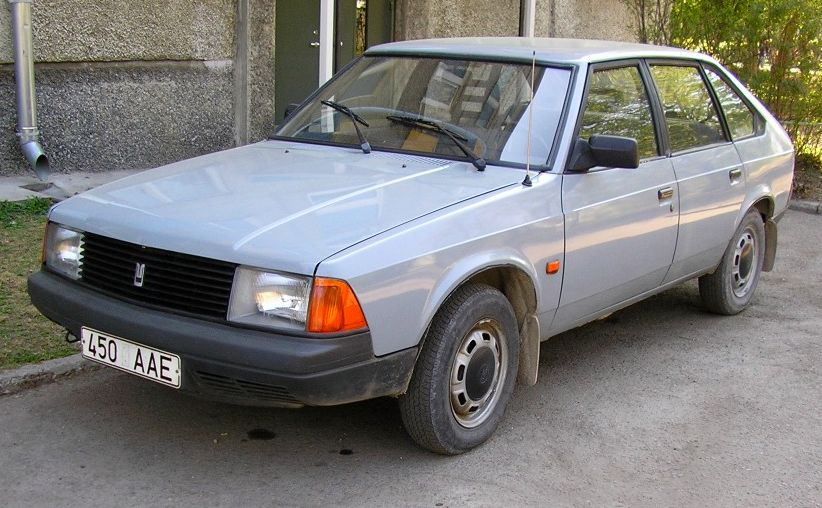
Moskwicz 2141 Aleko

Samochód Moskwicz 2141 był pierwszym całkowicie nowym modelem samochodu Moskwicz, nie wywodzącym się z linii samochodów tylnonapędowych zapoczątkowanej przez Moskwicz 402 z lat 50. Ponieważ produkowany od 1975 roku Moskwicz 2140 stanowił tylko modernizację samochodu Moskwicz 412 z poprzedniej dekady, nie mogącą konkurować z nowocześniejszymi samochodami Łada (Żiguli), konstruktorzy fabryki mieli świadomość konieczności wprowadzenia nowocześniejszego modelu. Zaawansowane były prace nad prototypami samochodów S-1 i S-3 o nowoczesnej linii nadwozia fastback, lecz w dalszym ciągu z tylnym napędem. W drugiej połowie lat 70. jednak władze radzieckiego przemysłu samochodowego zdecydowały odgórnie, że nowa generacja samochodów powinna być przednionapędowa, co skierowało dalsze prace w innym kierunku.
Z powodu braku doświadczeń z konstrukcją samochodów z przednim napędem w ZSRR, inżynierowie Moskwicza zmuszeni byli wzorować się na konstrukcjach zagranicznych. Władze zasugerowały jako wzór francuski samochód Simca 1308, do którego nowy Moskwicz otrzymał podobne nadwozie w środkowej i tylnej części. Ponieważ jednak dla nowego Moskwicza przewidywano podobnie, jak w poprzednich, umieszczenie podłużne silnika, a Simca miała poprzeczne, podwozie i układ napędowy wzorowano na Audi 100. Prototyp do badania układu jezdnego z 1977 (nazwany "Maksimka") wręcz otrzymał przerobione nadwozie Simci. Ostateczne nadwozie, wyraźnie odmienne od Simci w stylizacji przedniego pasa, miało nieco inne proporcje oraz bardziej zaokrąglone linie i detale odpowiadające stylistyce lat 80.

## Produkcja

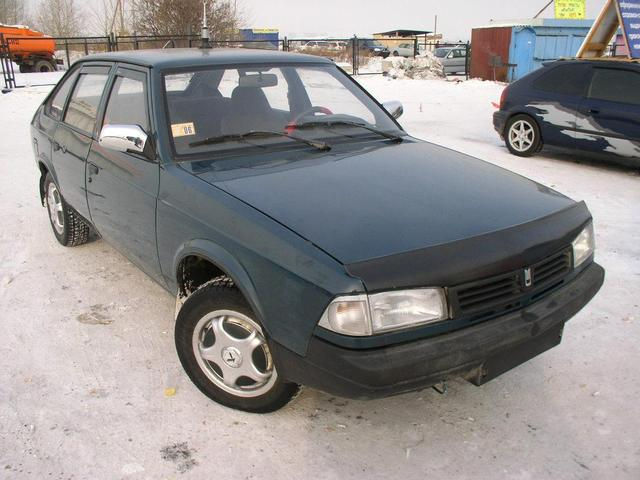
Moskwicz 2141 Swiatogor

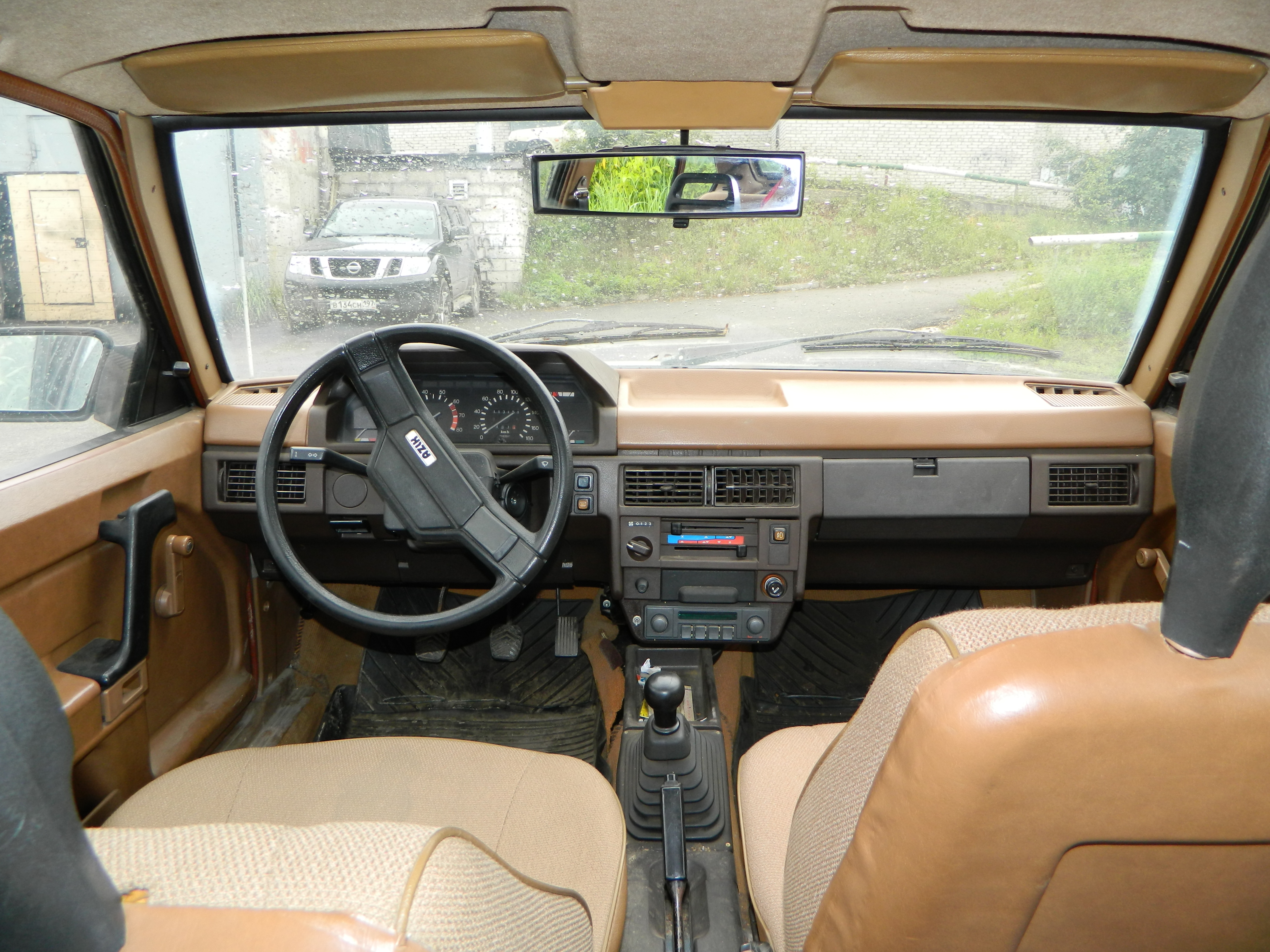
Moskwicz 2141 Aleko – deska rozdzielcza

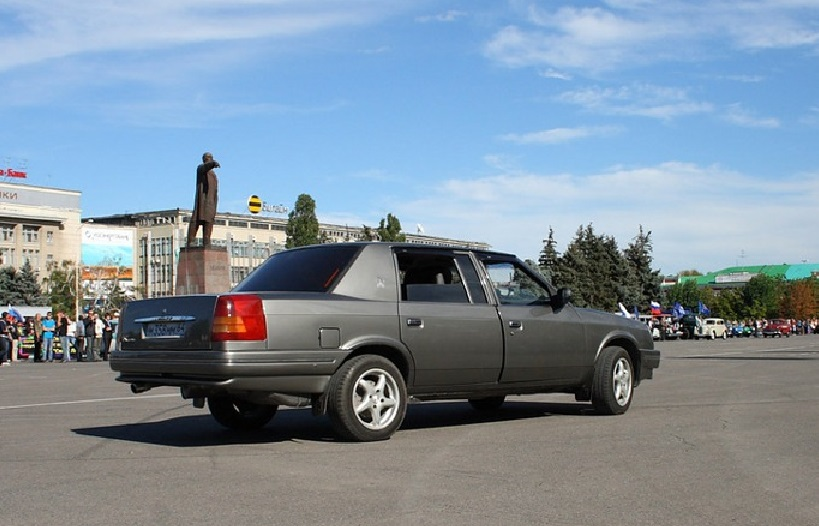
Moskwicz 2142 Iwan Kalita

Pierwsze samochody serii próbnej wyprodukowano w lutym 1986, a od końca roku produkowano je na sprzedaż. Masowa produkcja rozpoczęła się dopiero 9 lipca 1988, po zwolnieniu miejsca po zakończeniu produkcji Moskwiczy 2140. Szczyt produkcji (104,4 tysiąca sztuk) przypadł w 1991 roku. Na eksport samochód otrzymał nazwę ALEKO.
Problem sprawiał dobór odpowiedniego silnika. Silnik o pojemności 1,5 l z modeli Moskwicz 412 i 2140 oceniono jako nieco za słaby. Zastosowano mocniejszy silnik zakładów WAZ – WAZ-2106-70 o pojemności 1,6 l, lecz ich dostępność była ograniczona, gdyż większość produkcji szła dla Ład produkowanych przez WAZ. Wersja Moskwicz 21412 otrzymała więc zmodernizowaną wersję silnika z poprzednich modeli – UZAM-331.10, o większym stopniu sprężania, pojemności 1,5 l i mocy 72 KM, lecz nie była ona udana (miała skłonność do spalania detonacyjnego). Od początku lat 90. produkowano wersję Moskwicz 2141-135 z importowanym silnikiem Diesla Ford XLD-418 o pojemności 1,75 l i mocy 60 KM – przeznaczoną początkowo na eksport, lecz sprzedawaną następnie też na rynku krajowym.
W latach 90. sprzedaż Moskwiczy spadała, co było spowodowane wolną dostępnością samochodów zagranicznych po reformach wolnorynkowych w Rosji, dość przestarzałą już konstrukcją, a także nie najlepszą jakością wykonania samochodów i wykończenia wnętrza. Sytuacji nie polepszyło znacząco wprowadzenie od 1994 nowych mocniejszych silników zakłady UZAM: 1,7 l UZAM-3317 i 1,8 l UZAM-3313. Samochód cieszył się niewielkim zainteresowaniem na rynkach eksportowych, częściowo z powodu wyposażenia w zachodni silnik, co powodowało, że jego cena nie była tak niska, jak poprzednich Moskwiczy. W lutym 1996 produkcję zatrzymano, lecz w 1997 roku wznowiono.
Od początku 1998 roku produkowano nieco zmodernizowaną wersję AZLK-21414 Swiatogor, posiadającą m.in. nowe reflektory i część importowanych podzespołów. Część samochodów otrzymała 2 l silnik Renault F3R. Pod koniec tego roku jednak sytuacja finansowa zakładów uległa gwałtownemu pogorszeniu na skutek kryzysu w Rosji, wiążącego się z nieopłacalnością zakupu podzespołów za granicą i wielkość produkcji znacząco zmalała. Ostatecznie zakłady Moskwicza zaprzestały produkcji samochodów w 2001.
Na bazie hatchbacka Moskwicz 2141 opracowano w latach 90. sedan Moskwicz 2142, produkowany w małych ilościach, także w przedłużonych luksusowych wariantach nazwanych Kniaź Władimir i Iwan Kalita. Do produkcji wdrożono w 1993 także wariant pick-up Moskwicz 2335, a wcześniej niewielkie ilości hatchbacków Moskwicz 2141 przerabiano w zakładach na pick-upy.

## Dane techniczne
Główne źródło:

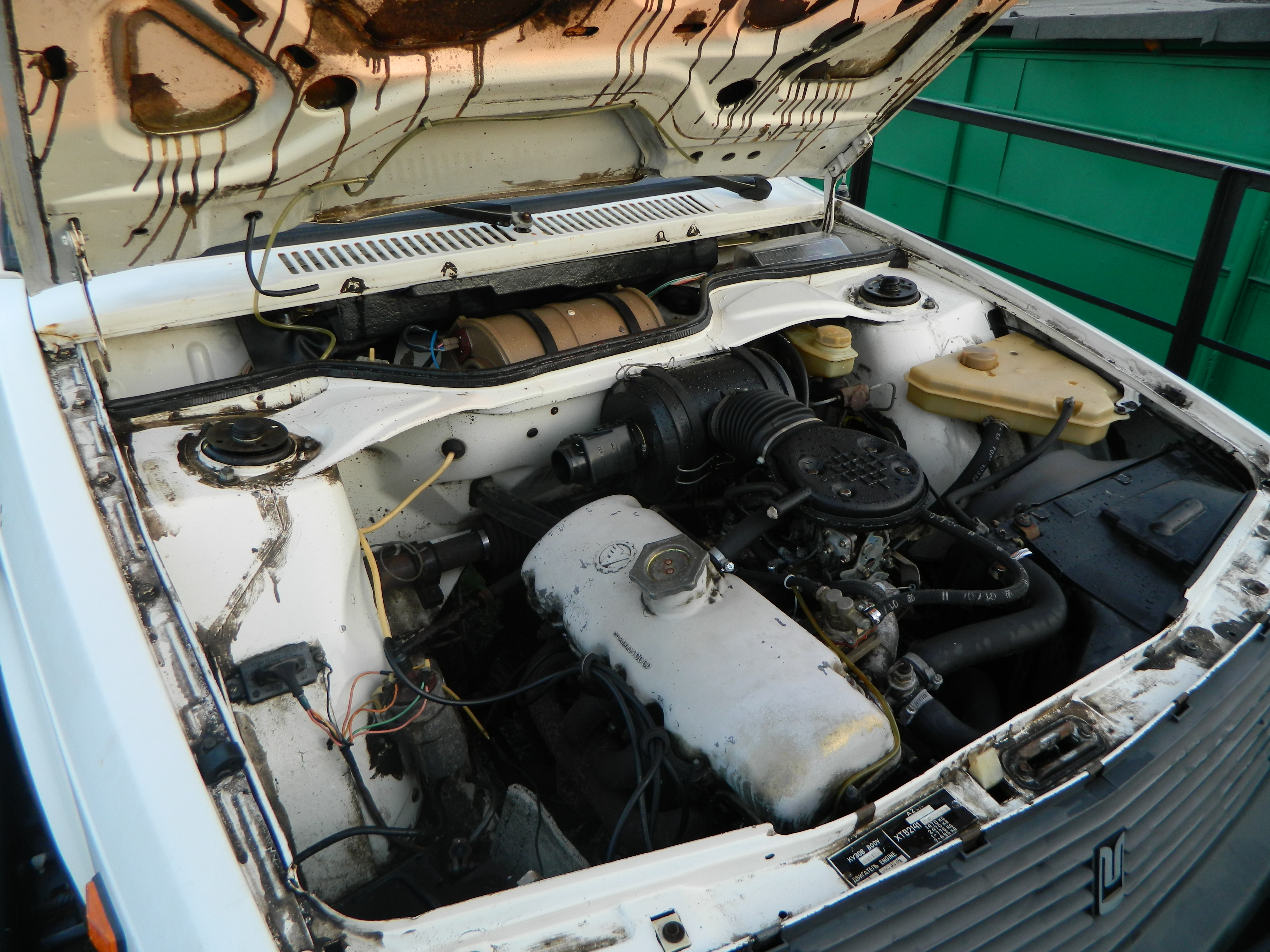
Silnik UZAM 331 w modelu z 1989 roku

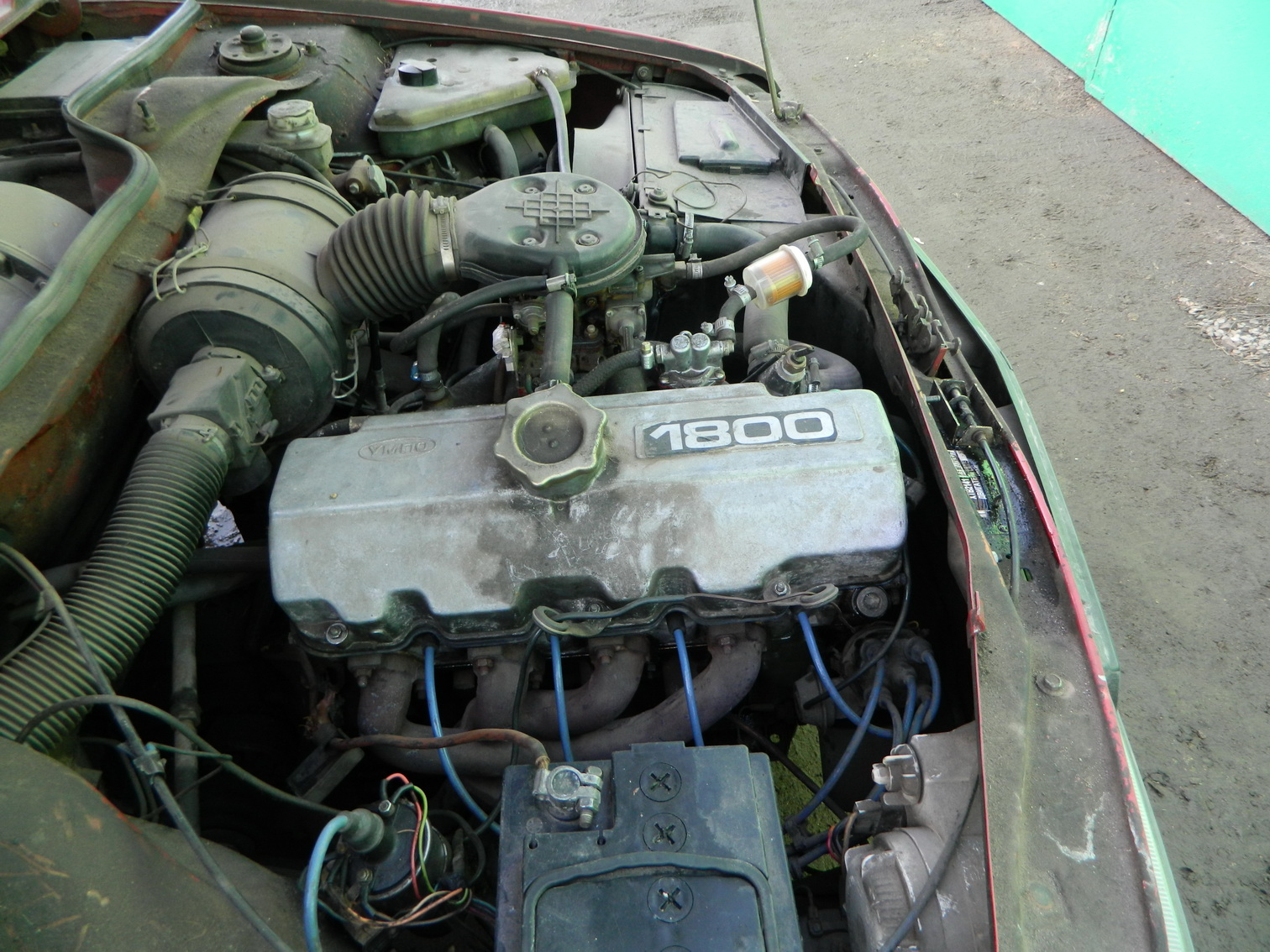
Silnik UZAM 3318 w modelu z 2000 roku

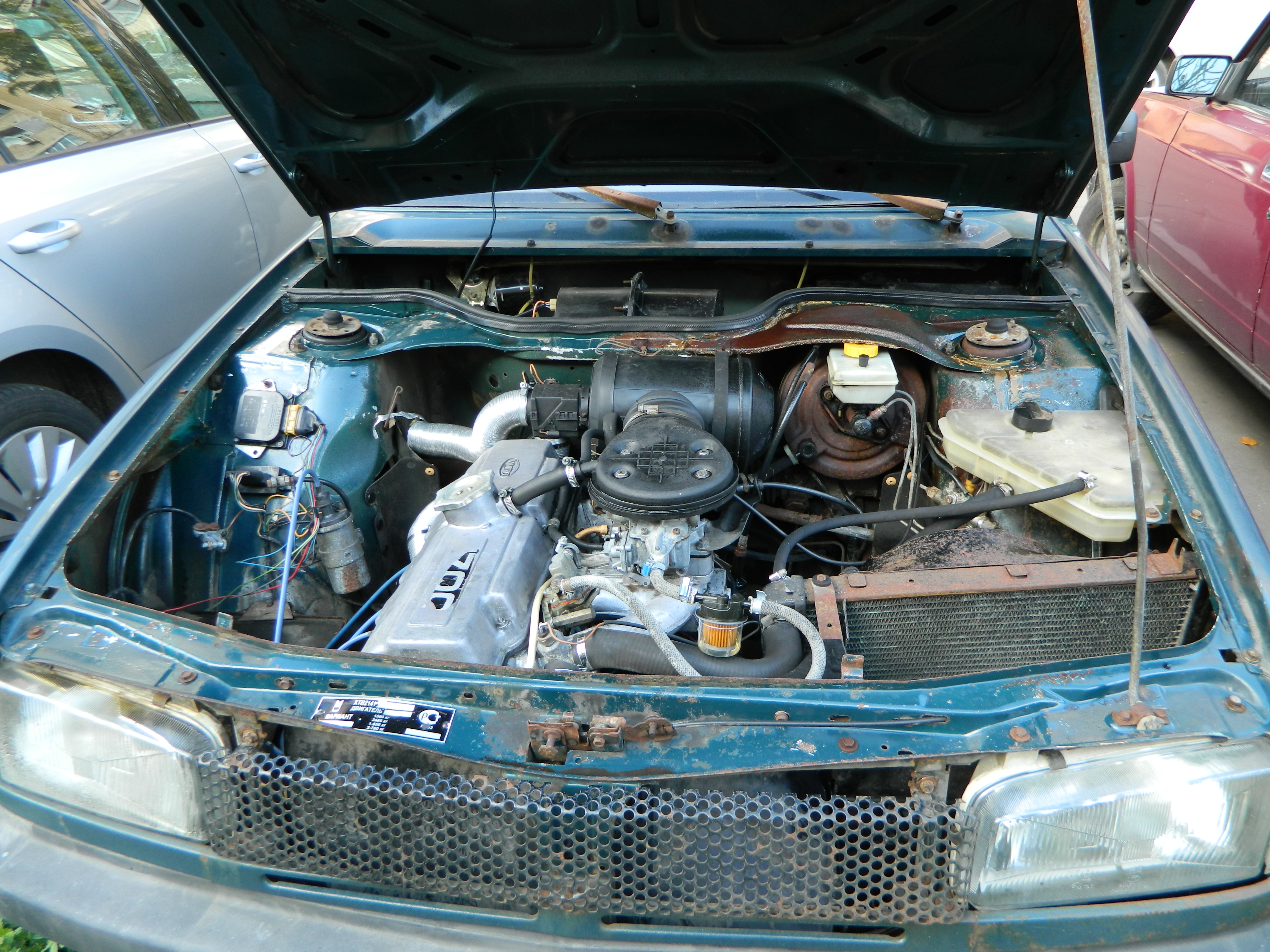
Silnik UZAM 3317 w modelu z 2001 roku

- Nadwozie: samonośne, stalowe, 5-drzwiowe, 5-miejscowe
- Długość/szerokość/wysokość: 4350 / 1690 / 1400 mm
- Rozstaw osi: 2580 mm
- Rozstaw kół przód/tył: 1440 / 1420 mm
- Szerokość kanapy tylnej: 1340 mm
- Masa własna: 1080 kg
- Masa całkowita: 1070 kg (1,6) / 1080 kg (1,5)
- Najmniejszy prześwit: 140 mm
- Silniki: 4-cylindrowe rzędowe, chłodzone cieczą, umieszczone podłużnie z przodu, napędzające koła przednie
  - 1,5: UZAM-331.10 - gaźnikowy, 4-suwowy, górnozaworowy OHC, pojemność skokowa: 1478 cm³, średnica cylindra x skok tłoka: 82 x 70 mm, stopień sprężania: 9,5
  - 1,6: WAZ-2106-70 - gaźnikowy, 4-suwowy, górnozaworowy OHC, pojemność skokowa: 1568 cm³, średnica cylindra x skok tłoka: 79 x 80 mm, stopień sprężania: 8,5
  - 1,75D: Ford XLD-418 - wysokoprężny
- Moc maksymalna:
  - 1,5: 72 KM przy 5500 obr./min
  - 1,6: 76,4 KM przy 5400 obr./min
  - 1,75D: 60 KM
- Maksymalny moment obrotowy:
  - 1,5: 10,8 kgf · m  przy 3200 obr./min
  - 1,6: 12,4 kgf · m  przy 3000 obr./min
- Gaźnik: DAAZ-2141 / DAAZ-21412 / DAAZ-2140
- Skrzynia przekładniowa mechaniczna 5-biegowa, biegi do przodu zsynchronizowane, z dźwignią w podłodze
- Zawieszenie przednie: niezależne, kolumny McPherson, ze stabilizatorem poprzecznym
- Zawieszenie tylne: zależne, połączone wahacze podłużne, resorowane sprężynami, drążek Panharda
- Hamulce: przedni tarczowy, tylny bębnowy, dwuobwodowe, ze wspomaganiem; hamulec ręczny mechaniczny na koła tylne
- Ogumienie o wymiarach 165/80R14 (1,5) lub 155/80R15 (1,6)
- Prędkość maksymalna: 145 km/h (1,5) lub 153 km/h (1,6)
- Zużycie paliwa: 6 l/100 km przy V=90 km/h (1,5) lub 5,8 l (1,6)
- Przyspieszenie 0-100 km/h: 19,7 s (1,5) lub 16,7 s (1,6)